# Processos de guerra de Nuremberg

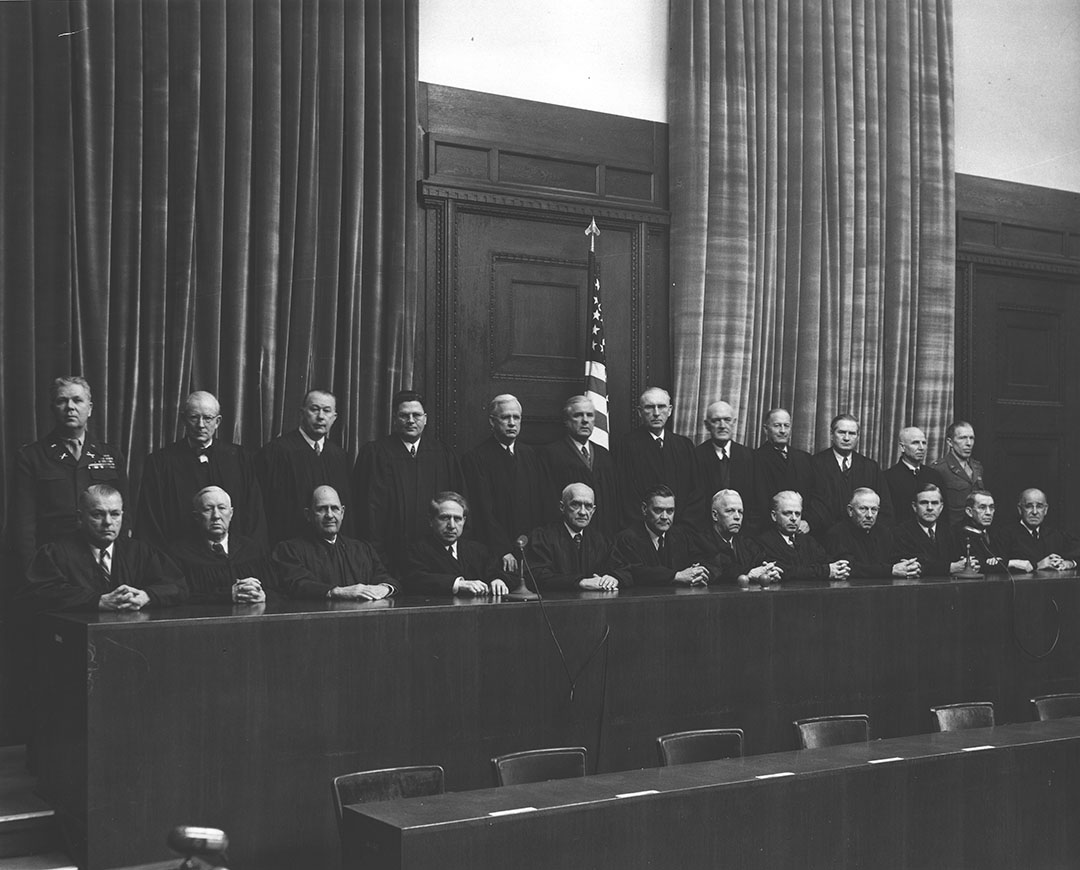
Juízes dos Tribunais Militares de Nuremberg posam para uma foto de grupo.

Os processos de guerra de Nuremberg foram uma série de doze julgamentos por crimes de guerra contra membros chefes sobreviventes da Alemanha Nazista. Todos aconteceram no Palácio da Justiça de Nuremberg, após a Segunda Guerra Mundial.

## Processos de guerra de Nuremberg
- Caso I - Processo contra os médicos, 9 de dezembro de 1946 - 20 de agosto de 1947
- Caso II - Processo Milch, 2 de janeiro - 17 de abril de 1947
- Caso III - Processo contra os juristas, 17 de fevereiro - 14 de dezembro de 1947
- Caso IV - Processo Pohl, 13 de janeiro - 3 de novembro de 1947
- Caso V - Processo Flick, 18 de abril - 22 de dezembro de 1947
- Caso VI - Processo IG Farben, 14 de agosto de 1947 - 30 de julho de 1948
- Caso VII - Processo contra os generais, 15 de julho de 1947 - 19 de fevereiro de 1948
- Caso VIII - Processo RuSHA, 1 de julho de 1947 - 10 de março de 1948
- Caso IX - Processo Einsatzgruppen, 15 de setembro de 1947 - 10 de abril de 1948
- Caso X - Processo Krupp, 8 de dezembro de 1947 - 31 de julho de 1948
- Caso XI - Processo contra os ministros, 4 de novembro de 1947 - 14 de abril de 1948
- Caso XII - Processo Oberkommando der Wehrmacht, 30 de dezembro de 1947 - 29 de outubro de 1948